# Le Lys d'or (film, 1913)
Pour les articles homonymes, voir Le Lys d'or.
Le Lys d'or est un film français muet réalisé par André Hugon, sorti en 1913.

## Fiche technique
- Réalisation : André Hugon
- Pays : France
- Format : Noir et blanc — 35 mm — 1,37:1 — film muet

Sources :  UniFrance et IMDb